# 里特公园

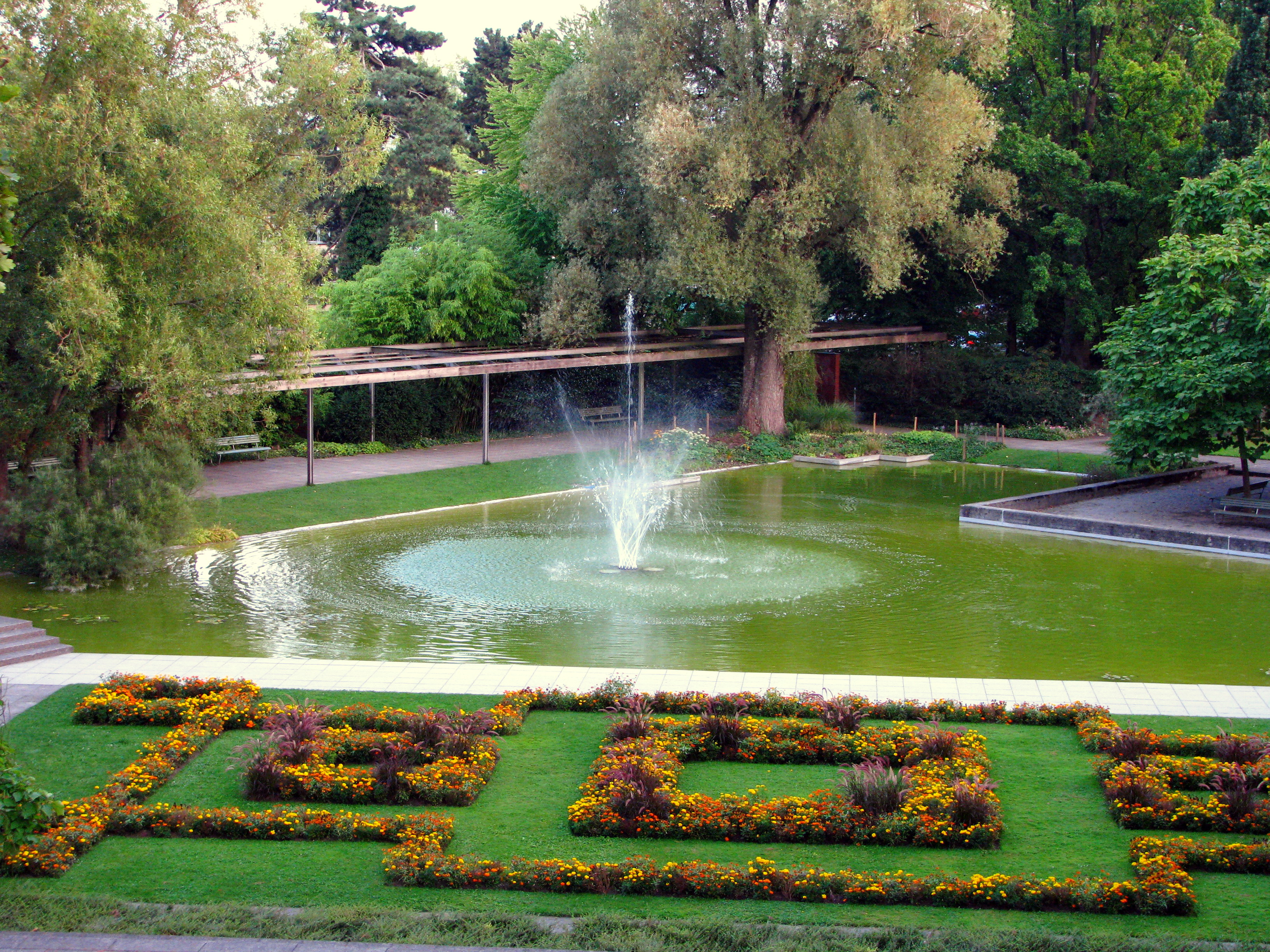
里特公园

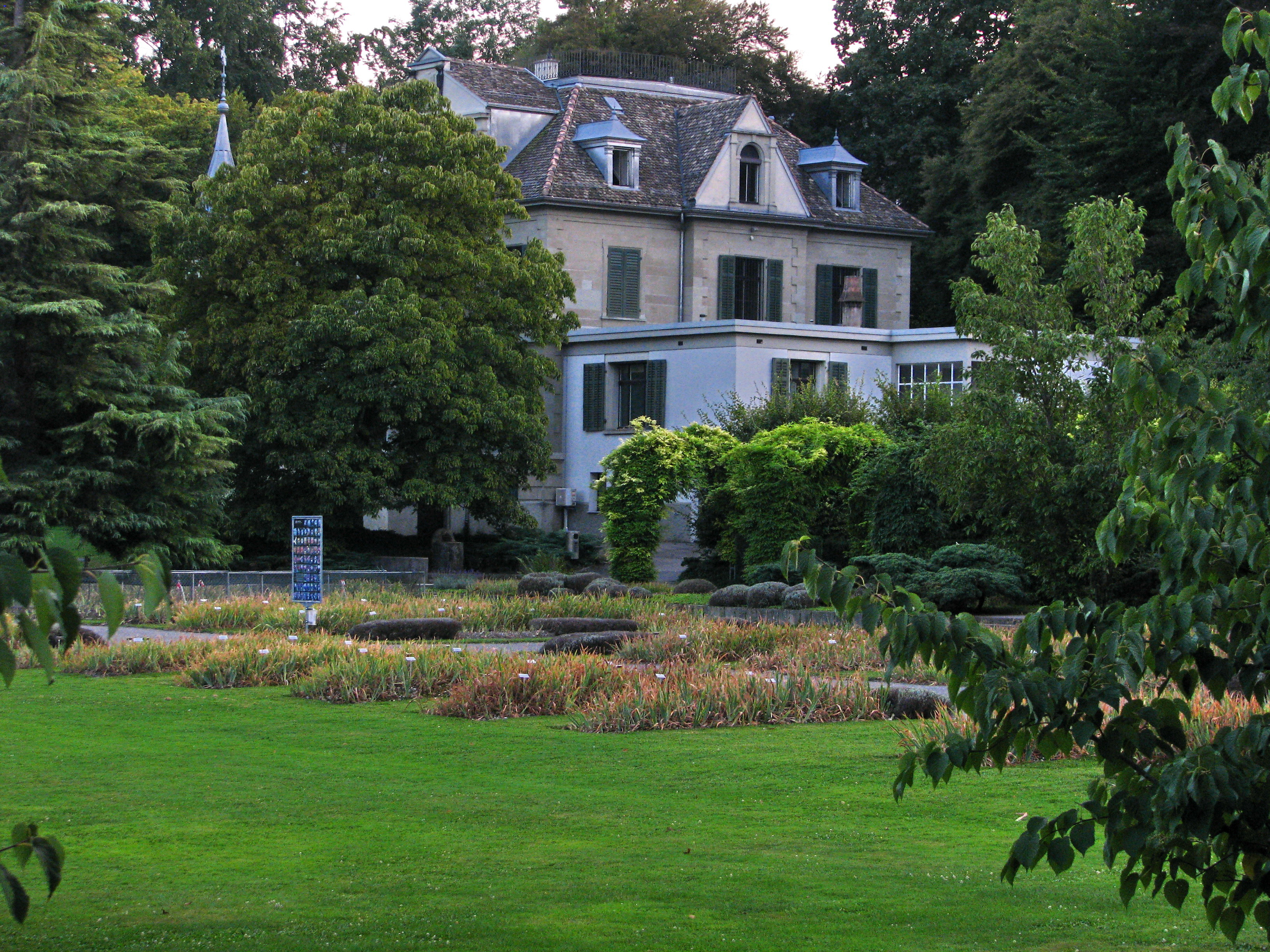
里特公园

里特公园（德語：Rieterpark）是瑞士苏黎世的一处园林，得名于曾拥有此地的里特家族。它位于城区西南、苏黎世湖西岸。园中包括韦森东克别墅、里特别墅、舍恩贝格别墅等19世纪建筑，现在是里特贝格博物馆的所在地。

## 历史沿革
19世纪中叶，德国商人奥托·韦森东克购买了这片土地，于1857年建造了韦森东克别墅。由于韦森东克家族是德国剧作家里夏德·瓦格纳的重要赞助人，1848年革命之后来瑞士避难的瓦格纳于1857年来到该别墅对面的一座木屋居住。期间，瓦格纳恋上了东家的小女儿，作家·韦森东克，并创作了《魏森東克之歌》，直到1858年离开苏黎世。
1871年，韦森东克家族选择返回德国，将此处地产和别墅卖给了瑞士工业名门——里特家族。后者新建了里特别墅，并将瓦格纳曾经居住的木屋改造成了舍恩贝格别墅。“舍恩贝格”（Schönberg）这个名字可以追溯到该建筑的第一位居住者博德默尔夫人，由博德默尔夫人小时居住的别墅的名称“申比尔”（Schönbühl）和她与丈夫居住过的别墅的名称“弗罗伊登贝格”（Freudenberg）拼接而成。
1912年，德意志皇帝威廉二世访瑞期间曾在舍恩贝格别墅下榻。1923年，仍名不见经传的希特勒应瑞士亲德人士邀请，来到舍恩贝格别墅演讲，为尚未发动的啤酒馆政变募集资金。
1945年，苏黎世市政府从里特家族手中买下了整座园林，只有舍恩贝格别墅被里特家族持有至1970年才出售。1949年，苏黎世市民投票同意在此建立一座博物馆，主要展出欧洲以外的艺术品。1952年，里特贝格博物馆对公众开放，目前它是苏黎世第三大博物馆。